# Billy Savidan
John William Savidan (ur. 12 maja 1902 w Auckland, zm. 8 listopada 1991) – nowozelandzki lekkoatleta, długodystansowiec, mistrz igrzysk Imperium Brytyjskiego, olimpijczyk.
Zwyciężył w biegu na 6 mil na igrzyskach Imperium Brytyjskiego w 1930 w Hamilton, wyprzedzając Anglików Ernesta Harpera i Toma Evensona. Na tych samych igrzyskach startował również w biegu na 3 mile, lecz go nie ukończył. Zajął 4. miejsca w biegu na 5000 metrów i biegu na 10 000 metrów na igrzyskach olimpijskich w 1932 w Los Angeles. Ustanowił wówczas rekordy Nowej Zelandii na obu dystansach (14:49,6 i 31:09,0).
Był mistrzem Nowej Zelandii w biegu na milę w 1926/1927, 1927/1928 i 1928/1929, w biegu na 3 mile w 1926/1927, 1927/1928, 1928/1929, 1931/1932, 1932/1933, 1933/1934 i 1936/1937 oraz w biegu przełajowym w 1927, 1928, 1929, 1931, 1933 i 1935.